# Capinghem
Capinghem är en kommun i departementet Nord i regionen Hauts-de-France i norra Frankrike. Kommunen ligger i kantonen Armentières som tillhör arrondissementet Lille. År 2022 hade Capinghem 2 601 invånare.

## Befolkningsutveckling
Antalet invånare i kommunen Capinghem
| Referens: INSEE |